# NGC 3024
NGC 3024 é uma galáxia espiral (Sc) localizada na direcção da constelação de Leo. Possui uma declinação de +12° 45' 56" e uma ascensão recta de 9 horas, 50 minutos e 27,3 segundos.
A galáxia NGC 3024 foi descoberta em 19 de Março de 1784 por William Herschel.